# Autorità locale (Israele)
Un'autorità locale in Israele è un ente amministrativo locale, presieduto da un sindaco eletto democraticamente. Ci sono tre tipi di autorità locali: le municipalità, che corrispondono generalmente ad aree urbane sopra i 20 000 abitanti, i consigli locali, corrispondenti a piccole cittadine o grandi insediamenti rurali, e i consigli regionali, che amministrano un gruppo di comunità rurali.